# Octubre (película de 1993)
Octubre, título original Oktyabr, es una película mediometraje mauritana del año 1993, dirigida por Abderrahmane Sissako.
Fue proyectada en el Festival Internacional de Cine de Cannes de 1993, dentro de la sección Un certain regard. También ganó el premio a mejor cortometraje del Festival Internacional de Cine de Amiens.

## Sinopsis
Idrissa, estudiante africano en Rusia, sale de la “zona universitaria” y vive durante una noche la vida de un ruso, en su propio terror.

## Reparto
- Irina Apeksimova : Irina
- Wilson Buyaya : Idrissa
- Andrei Baratov
- Klavdiya Belova